# Jan Černý (voják)
Jan Černý (25. ledna 1915 Heřmanice u Rouchovan – 11. května 1940 Chateauroux) byl český číšník a vojenský pilot.

## Biografie
Jan Černý se narodil v roce 1915 v Heřmanicích (část Rouchovan, vesnice zanikla při stavbě Jaderné elektrárny Dukovany). Navštěvoval zimní hospodářskou školu v Rouchovanech a následně byl vyučen číšníkem. Pracoval jako číšník v Brně, kde se také stal členem Moravského aeroklubu a začal tak létat s letadly. Absolvoval základní vojenskou službu v Brně, kde byl zařazen do pilotní školy 5. leteckého pluku.
Po začátku druhé světové války odešel do Polska, odkud byl přesunut do Francie, kde se stal součástí československé armády. Bojoval ve Francii, kde byl v květnu 1940 zraněn při náletu německé armády na letiště v Chateauroux a později v nemocnici v témže městě zemřel. Pohřben byl na československém vojenském hřbitově v La Targette.
Obdržel in memoriam československou medaili Za chrabrost. Jeho jméno je uvedeno na památníku obětem druhé světové války v Praze 6.